# Lycophidion acutirostre
Lycophidion acutirostre är en ormart som beskrevs av Günther 1868. Lycophidion acutirostre ingår i släktet Lycophidion och familjen Lamprophiidae. Inga underarter finns listade i Catalogue of Life.
Arten förekommer i låglandet i sydöstra Tanzania och i nordöstra Moçambique samt i sydöstra Malawi. Den lever i skogar och i andra områden med träd som fruktodlingar. Ormen uppsöker antagligen jordbruksmark. Uppskattningsvis jagar arten ödlor som har mjuka fjäll på kroppen. Honor lägger ägg.
För beståndet är inga hot kända. IUCN kategoriserar arten globalt som livskraftig.